# Paulo Cabral
Paulo Sérgio Martinho Cabral (Vila Nova de Cerveira, 24 giugno 1972) è un ex calciatore portoghese, di ruolo difensore.

## Carriera

### Club
Nato a Vila Nova de Cerveira, nel distretto di Viana do Castelo, dopo essere cresciuto calcisticamente nel Cerveira e nei Caçadores Torreenses, viene ingaggiato dal Vianense che viene promosso in Segunda Divisão proprio durante la stagione d'esordio di Cabral.
Nel 1993 gioca per il Joane, mentre l'anno successivo ha modo di esordire nella Primeira Divisão 1994-1995 col Tirsense, totalizzando però solo tre presenze. Dopo una stagione in prestito in terza divisione al Vizela, torna al Tirsense, questa volta da titolare.
Rimane in Liga de Honra vestendo le maglie di Desportivo Aves e Belenenses. Con la squadra di Lisbona ottiene la promozione in Primeira Liga alla prima stagione, nel 1998-1999.
Cabral gioca con il Belenenses altre due stagioni, prima di trasferirsi al Benfica, dove però ottiene pochi gettoni, collezionando soltanto 16 presenze in due anni.
Nel 2004 torna per una stagione al Belenenses dove termina la carriera.

### Nazionale
Il 15 novembre 2000 esordisce con la nazionale portoghese, sostituendo Carlos Secretário negli ultimi dieci minuti di un'amichevole vinta 2-1 contro Israele a Braga. Sarà la prima e unica volta di Cabral con la maglia lusitana.

## Statistiche

### Cronologia presenze e reti in nazionali
| Cronologia completa delle presenze e delle reti in nazionale ― Portogallo | Cronologia completa delle presenze e delle reti in nazionale ― Portogallo | Cronologia completa delle presenze e delle reti in nazionale ― Portogallo | Cronologia completa delle presenze e delle reti in nazionale ― Portogallo | Cronologia completa delle presenze e delle reti in nazionale ― Portogallo | Cronologia completa delle presenze e delle reti in nazionale ― Portogallo | Cronologia completa delle presenze e delle reti in nazionale ― Portogallo | Cronologia completa delle presenze e delle reti in nazionale ― Portogallo |
| Data                                                                      | Città                                                                     | In casa                                                                   | Risultato                                                                 | Ospiti                                                                    | Competizione                                                              | Reti                                                                      | Note                                                                      |
| ------------------------------------------------------------------------- | ------------------------------------------------------------------------- | ------------------------------------------------------------------------- | ------------------------------------------------------------------------- | ------------------------------------------------------------------------- | ------------------------------------------------------------------------- | ------------------------------------------------------------------------- | ------------------------------------------------------------------------- |
| 15-11-2000                                                                | Braga                                                                     | Portogallo                                                                | 2 – 1                                                                     | Israele                                                                   | Amichevole                                                                | -                                                                         | 80’                                                                       |
| Totale                                                                    |                                                                           | Presenze                                                                  | 1                                                                         |                                                                           | Reti                                                                      | 0                                                                         |                                                                           |